# Krista Kiuru
Krista Katriina Kiuru (Pori, 5 agosto 1974) è una politica finlandese, ministro della Famiglia e dei servizi sociali nel Governo Rinne (ed in seguito nel Governo Marin) dal 2019 al 2023, con una breve interruzione nel 2022.
Fu ministro per gli alloggi e delle comunicazioni e ministro dell'educazione e comunicazioni durante i governi di Jyrki Katainen e Alexander Stubb.

## Biografia
Nel 2001 è stata eletta al Consiglio Comunale di Pori e nel Consiglio regionale di Satakunta. Si è unita la sede dell'Assemblea regionale nel 2005.
In occasione delle elezioni del 2007, è stata eletta deputato socialdemocratico nel Parlamento finlandese, lasciando l'anno successivo le sue funzioni regionali. Divenne presidente del Consiglio Comunale di Pori nel 2009, è stata nominata vicepresidente del Partito Socialdemocratico Finlandese nel 2010.
Il 22 giugno 2011, all'età di 36 anni, entra a far parte del Governo Katainen formato dal nuovo primo ministro conservatore Jyrki Katainen, con la carica di ministro degli alloggi e delle comunicazioni. Non si presenta alle elezioni locali del 2012, diventando in quell'anno il primo vicepresidente SDP. Dopo il rimpasto del 24 maggio 2013, Krista Kiuru è stata nominata Ministro dell'Istruzione e della Scienza. Il suo mandato viene ampliato al ministero delle comunicazioni con il rimpasto del 4 aprile 2014.